# Lotten Ringius (rösträttsaktivist)
Anna Charlotta (Lotten) Ringius, född 29 januari 1865 i Piteå, Norrbottens län, död 3 januari 1921 i Nederkalix församling, Norrbottens län, var en svensk telegrafkommissarie och rösträttsaktivist.
Lotten Ringius var dotter till telegrafkommissarien Lars Adam Ringius och Harriet Lovisa Callmeijer. Hon blev själv telegrafkommissarie i Nederkalix. Hon verkade för införandet av kvinnlig rösträtt i Sverige och var ordförande för Föreningen för kvinnans politiska rösträtt i Neder-Kalix 1912–1913. 